# IC 4780
IC 4780 је спирална галаксија у сазвјежђу Паун која се налази на листи објеката дубоког неба у Индекс каталогу.
Деклинација објекта је - 59° 15' 13" а ректасцензија 18h 49m 56,5s. Привидна величина (магнитуда) објекта IC 4780 износи 14,0 а фотографска магнитуда 14,9. IC 4780 је још познат и под ознакама ESO 141-7, IRAS 18455-5918, PGC 62470.